# Motor de corrente contínua sem escovas

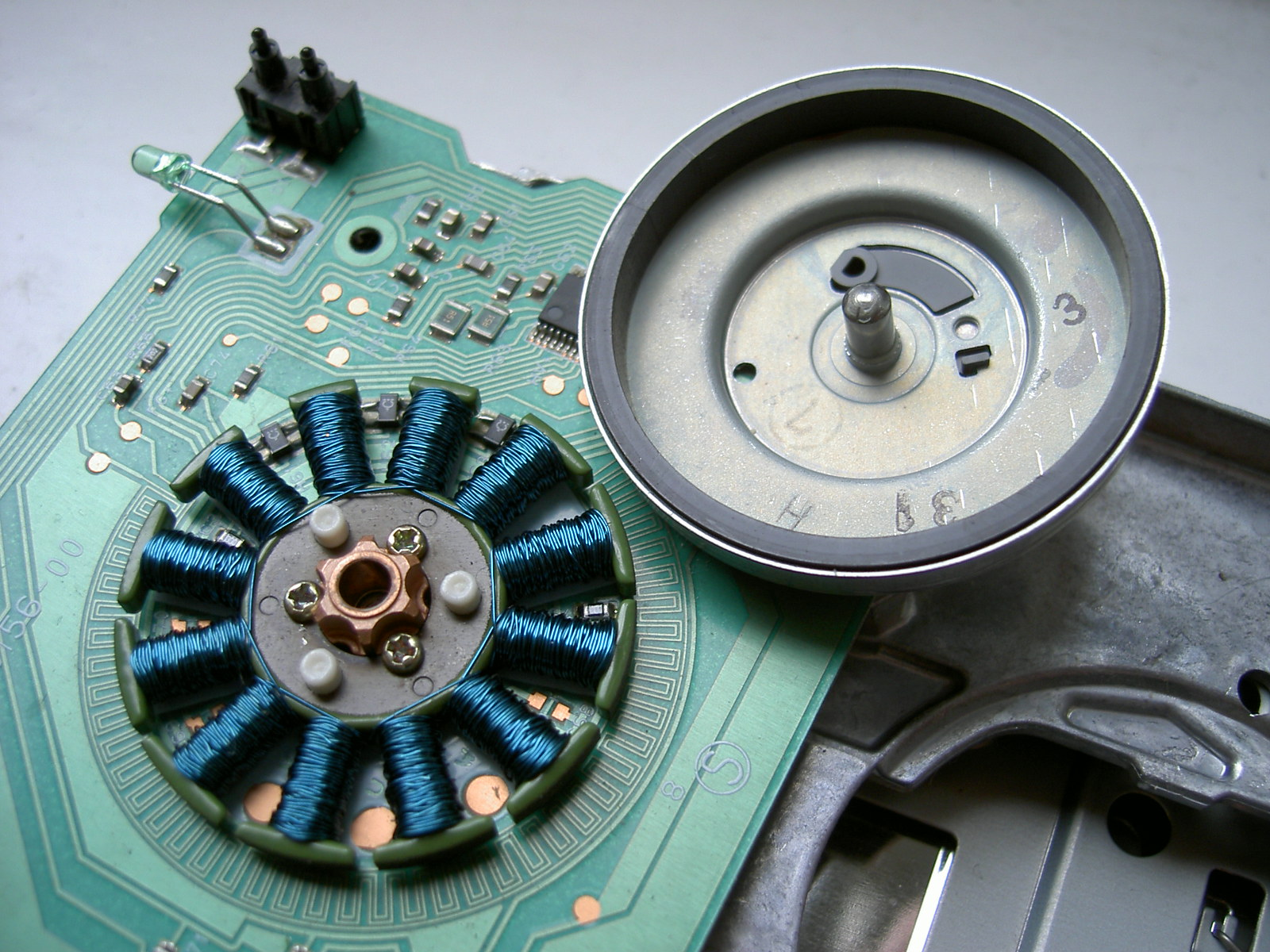
Motor de um disquete floppy 3,5"

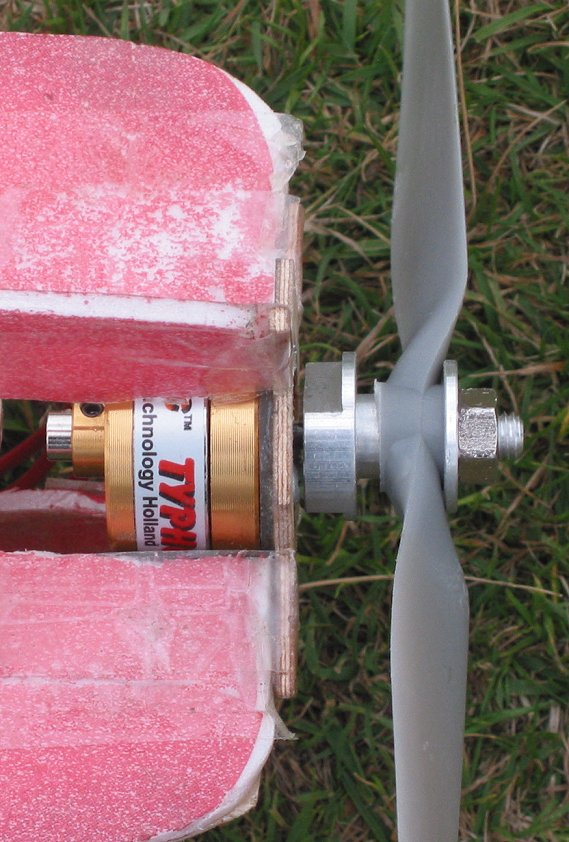
Um BLDC de aeroplano

Os motores acionados por corrente contínua sem escovas ou motores BLDC (brushless DC) são motores elétricos síncronos alimentados por inversor (driver) através de alimentação de corrente contínua normalmente de baixa tensão. Oferecem diversas vantagens sobre os motores de corrente contínua com escovas, dentre as quais se podem destacar a confiabilidade mais elevada, o ruído reduzido, a vida útil mais longa (devido a ausência de desgaste da escova), a eliminação da ionização do comutador, e a redução total de EMI (interferência eletromagnética).
A desvantagem principal do motor sem escovas é o custo mais elevado, a qual se deve a dois fatores: primeiramente, estes motores requerem dispositivos MOSFET de alta potência na fabricação do controlador eletrônico de velocidade. Por outro lado, os motores de corrente contínua com escovas podem ser regulados por um resistor variável simples (potenciômetro ou reostato), mesmo sendo ineficientes, eles também pode ser satisfatórios para algumas aplicações dependendo do custo-benefício.
Os motores BLDC necessitam de um mais caro circuito integrado, chamado de controlador eletrônico de velocidade para oferecer o mesmo tipo de controle variável. Em segundo, ao comparar técnicas de construção e manufatura entre BLDC e os motores escovados, muitos projetos de BLDC requerem trabalho manual, no caso de fixação das bobinas no estator. Por outro lado, os motores com escovas usam enrolamentos que podem ser bobinados automaticamente e são portanto mais econômicos.
Os motores BLDC são considerados mais eficientes do que os motores de corrente contínua escovados. Isso significa que para a mesma potência de entrada, os motores BLDC converterão mais energia elétrica em energia mecânica do que um motor de corrente contínua escovado. A eficiência é maior na região de "baixa-carga" e "à vazio" na curva característica do motor. Sob cargas mecânicas elevadas, os motores BLDC e os motores escovados de alta qualidade são equivalentes em eficiência.

## Aplicações
Os motores BLDC podem ser aplicados em toda função que seja atualmente feita pelos motores de C.C. com escovas. Por enquanto o custo é o maior impedimento para que os motores BLDC substituam os motores com escovas, na maioria das áreas comuns de uso. No entanto, estes motores BLDC dominam muitas aplicações existentes em computadores, tais como dispositivos de movimentação dos HDs, CDs e DVDs. Também é usado na refrigeração dos PCs por meio dos Coolers (ventiladores) que usam os motores BLDC quase exclusivamente. Para baixa velocidade e baixa potência, os Motores sem escovas são usados em toca-discos.
Motores BLDC de alta potência são encontrados em veículos elétricos e alguns maquinários industriais. Estes motores são essencialmente motores CA síncronos com rotores de ímã permanente.
Estão também a ser muito usados em modelos rádio controlados (barcos, aviões e carros).
Os atuais recordes mundiais de velocidade em nautimodelos, aeromodelos com propulsão a hélice e automodelos são todos com motores elétricos brushless, provando a eficiência destes motores sobre os tradicionais motores DC com escovas para este tipo de aplicação.
Para aplicações de modelismo atualmente o custo entre configurações com motores DC com escova e brushless está sendo alterada, sendo comum encontrar conjuntos de motores brushless com controlador de velocidade mais baratos do que os equivalentes para motor com escova na mesma capacidade, tornando-se altamente vantajoso o uso dos brushless, pela maior eficiência, menor peso, maior potência disponível, maior durabilidade e ampla gama de possibilidades em tamanhos e configurações de potência e rotação.
Atualmente se estuda aplicar estes motores sem escovas em mecanismos, tais como:
- Motores para injeção de combustíveis;
- Motores de acionamento de fluidos, tais como bombas de água;
- Motores de ventilação.
- Motores de bicicletas elétricas
- Motores para aplicação em equipamentos eletro-médicos